# 岡山俊雄
岡山 俊雄（おかやま としお、1903年 - 1987年8月10日）は、日本の地理学者。明治大学名誉教授。理学博士（1961年）。地形学者だが、地理学教育にも尽力した。26年かけて日本全土の接峰面図を描き、それをもとに日本列島の地形構造を考察した。

## 経歴
1903年、東京市小石川区（現・東京都文京区）にて生まれる。東京高等師範学校附属中学校（筑波大学附属高等学校）に入学し、遠足・旅行・登山などで多くを学び、大縮尺の地形図に親しむ。卒業後、松本高等学校（現・信州大学）に入学し、登山を続けた。1926年、同校を卒業し、東京帝国大学理学部地理学科に入学。山崎直方・辻村太郎らの指導を受ける。当時、出身中学のサッカー部のコーチをしていた岡山は責任のとり方について悩み、中期論文を採る気持ちになれなかったが、山崎直方の「出したまえ」の一喝により切羽詰まって「切峰面による釜無・赤石二山地の研究」を2年時の進級論文として書き上げた。これを提出し、その後半部を『地理学評論』に発表。切峰面から逆断層の存在を推定し、翌年に現地で露頭を見出すなどして「甲斐国 地蔵・鳳凰山下の逆断層」をも発表した。これは、フォッサマグナの西縁にある断層の最初の発見であった。
1930年に卒業すると大学院に進学し、辻村の指導のもと研究題目を「山地に関する地形学上の諸問題」に定める。同年、中部地方全域の接峰面図を完成させ、それをもとに地形構造を考察。また、『岩波講座 地理学』（1932年）において、山頂の定高性、侵食の基準面、土地の起伏量の把握などについて述べた。さらに、槍ヶ岳・穂高岳付近の氷河地形の研究も行う。
1934年、明治大学文科専門部講師となり、史学科の地理を担当、1937年からは法政大学高等師範部の講師も兼ねる。加えて、1940年から陸軍教授として「地学科」の授業も担当した。この間、日本の氷河地形に関する研究史を考究し、東北地方の接峰面図の作成にとりかかる。1940年には『自然地理学』（全二巻、吉村信吉と共編）の「地形」編を執筆。これは法政大学での地形学の講義内容をまとめたもので、従来の地質学的な地形学ではなく地理学的な地形学を論述した。
敗戦の翌1946年、内務省技師として地理調査所（現・国土地理院）勤務となり、建設技官・地理課長・印刷部長を歴任。その間、連合国軍総司令部の指令により80万分の1日本土地利用図を作成したほか、5万分の1地形図（応急修正版）、80万分の1国土実態図、地図帳『日本』などの作成に関わった。
1947年、明治大学教授に昇任し、法政大学文学部の兼任教授を長く務める。接峰面図の作成作業も継続しており、1952年には日本全土の接峰面図を完成させ、これをもとに「日本の地形構造―地形誌の出発点として」を『駿台史学』に発表。岡山は、接峰面図の高度分布よりも、それが食い違う高度不連続線をとりあげ、その分布パターンに注目して地形構造を考えた。また、地質構造を考慮し、日本列島の地形配列方向に規則性のあることを明らかにした。さらに、接峰面図から読み取ったことをフィールドで実証する調査も長年にわたり各地で行った。1961年、「切峰面より見た日本列島の地形構造」により理学博士（東京帝国大学）を授与される。
他方で、氷河地形の要点を『新地理学講座 自然地理 Ⅰ』（1956年、富田芳郎編）に論述し、今村学郎を高く評価した。1957年には「切手地理学史」を『地理』に10回連載するなど、多数の切手収集を用い、西洋地理学史・探検史・植民史を説述した。
1962-64年に明治大学文学部長、1964-67年に同大学評議員、1967-72年に同大学院文学研究科委員長を務める。1974年、明治大学を停年退職し、名誉教授となる。同年、主要論文を集成し『日本の山地地形と氷河問題研究小史』に刊行。1982年には「日本の山地地形の研究」により第18回秩父宮記念学術賞を受賞した。
1987年、心不全により、85歳で東京に没する。

## エピソード
- 坂下で木曽川の河岸段丘が断層によって切られているという阪口豊の空中写真による予察をうけて、クリノメーター・歩測・目測によって作られた地図を基に論じた坂下断層の研究は、今日の活断層研究の先駆的研究として研究史に残る[1]。
- 自宅に、地理調査所の日本地図帳のセパレート版に色鉛筆で作業された地形構造図の「デッサン」を保管している[1]。
- 阪口豊は、とくに法政大学通信教育部の教科書『自然地理学地形』(1976年)における丁寧な説明を高く評価している[7]。
- 大学院時代に書きためたアフォリズムを「論文寸感」(1934年)、「学問・学者・人間」(1935年)として『地理学』に公表している[7]。
- 1950年から3年間尾瀬ケ原の総合研究が行われ、多田文男から参加要請を受けたが「初恋の人をあばくようなことはしたくない」といって断わった。阪口豊が岡山を最初に知ったのは、多田からこの話を聞いたときである。阪口は「こういう断り方があるのかと奇異な感じを持たずにはいられなかった」が、後ほど岡山が文学に触れていたことを知る[7]。
- 紀行「尾瀬沼へ」を『山岳』(1925年）に書き、1976年には歌集『影』を自費出版した。歌集『影』は生涯の一面の記録として1922年から1973年に至る作歌409首を収めたものである[7]。
- 間投詞の代りに短い沈黙をはさみながら、言葉を選ぶようにゆっくりとメリハリのきいた口調で語る。1974年に明治大学大学院南講堂で行われた最終講義では、スイスの哲学者アミエルの日記を引用しつつ半世紀の自伝を話し終え、阪口豊は「いまだかつて経驗したことのない感動におそわれた」という[7]。
- 切手収集は小学生の頃からの趣味である[7]。
- 戦時中の1943年に日本学術振興会から研究資金を得て、青森県深浦の調査に出かける。その時、（地形図を広げていたためか）スパイに間違えられ、鰺ヶ沢警察署が総動員をかけ汽車に乗っていた岡山を捕まえに来たという一幕があった[8]。